# Либице на Доубрави
Либице на Доубрави (чеш. Libice nad Doubravou) је насељено мјесто са административним статусом варошице (чеш. městys) у округу Хавличкув Брод, у крају Височина, Чешка Република.

## Становништво
Према подацима о броју становника из 2014. године насеље је имало 857 становника.